# Rivière des Frères
Pour les articles homonymes, voir Frère (homonymie).
La rivière des Frères est un affluent de la rive sud du lac Saint-Pierre lequel est traversé vers le nord-est par le fleuve Saint-Laurent. La rivière des Frères coule dans la municipalité de Baie-du-Febvre, dans la municipalité régionale de comté (MRC) de Nicolet-Yamaska, dans la région administrative du Centre-du-Québec, au Québec, au Canada.

## Géographie
Les principaux bassins versants voisins de la rivière des Frères sont :
- côté nord : Lac Saint-Pierre, Fleuve Saint-Laurent ;
- côté est : rivière Brielle, rivière Nicolet, rivière Nicolet Sud-Ouest ;
- côté sud : rivière Landroche, rivière Saint-François ;
- côté ouest : rivière Landroche, rivière Colbert, rivière Saint-François.

La "rivière des Frères" tire sa source de ruisseaux agricoles situés dans le territoire de la municipalité de Baie-du-Febvre, au sud-est du village, au nord-est de la route 255, entre le chemin du Pays Brûlé et le rang de la Grande Plaine.
La "rivière des Frères" coule sur 4,0 km vers le nord-ouest en zone agricole, en passant au nord-est du village de Baie-du-Febvre, et traverse la route 132. En fin de parcours, la rivière traverse le champ de tir du Ministère de la défense nationale.
La "rivière des Frères" se déverse sur les "battures des Frères" sur la rive sud du Lac Saint-Pierre, en aval de "La Longue Pointe", au nord-ouest du village de Baie-du-Febvre. La confluence de la "rivière des Frères" est située à 1,6 km au sud-ouest de la confluence de la rivière Brielle.

## Toponymie
Le toponyme rivière des Frères a été officialisé le 28 août 1980 à la Commission de toponymie du Québec.